# Peter Paul Wiplinger

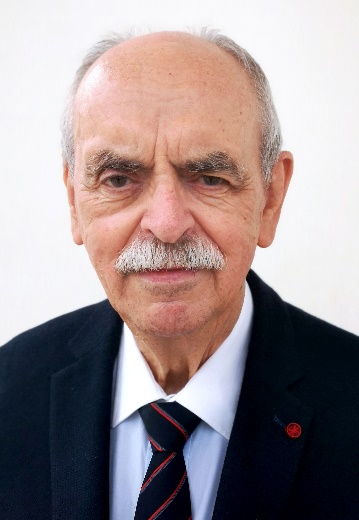
Peter Paul Wiplinger, August 2022

Peter Paul Wiplinger (* 25. Juni 1939 in Haslach) ist ein österreichischer Schriftsteller und künstlerischer Fotograf.

## Leben
Wiplinger wurde 1939 in Haslach in Mühlviertel (Oberösterreich) als zehntes Kind einer Kaufmannsfamilie geboren. Brüder waren unter anderen der Philosoph Fridolin Wiplinger (1932–1973) und der Konzertpianist Nikolaus Wiplinger (1937–2018). Nach dem Besuch von 3 klerikal-katholischen Gymnasien studierte er seit 1960 Theaterwissenschaften, Germanistik und Philosophie an der Universität Wien, wo er seither lebt und arbeitet. Er war jahrelang Tankwart, Weinbergarbeiter, Tag- und Nachtportier und Werbetexter, ab 1980 fast ein Jahrzehnt Leiter einer Kunstgalerie. Als künstlerischer Fotograf absolvierte er mehr als hundert Ausstellungen im In- und Ausland.
Als Mitglied des internationalen und des österreichischen P.E.N.-Clubs, der Österreichischen Liga für Menschenrechte, des Dokumentationsarchivs des österreichischen Widerstandes und der IG Autorinnen Autoren erhielt er zahlreiche Preise und Auszeichnungen. 1987 wurde ihm der Titel Professor honoris causa verliehen.
Bisher veröffentlichte er mehr als 50 Bücher, darunter viele in anderen Sprachen. Trotz der Vielfalt seiner künstlerischen Tätigkeit liegt der Schwerpunkt auf der Lyrik. Wiplinger ist ein Anhänger und Vertreter der poésie engagée. Insgesamt verfasste er mehr als 5000 Gedichte zu verschiedenen Themenkreisen wie z. B. Politik, Natur, Liebe und zur Auseinandersetzung mit dem eigenen Ich und der condition humaine überhaupt. Er publizierte neben vielen Gedicht- und Fotogedichtbänden aber auch Prosabände mit Erzählungen und Essays. Viele seiner Texte fanden Verbreitung in Zeitungen, Zeitschriften und Hörfunksendungen, wie beispielsweise das monodramatische Hörspiel Das Haus, welches 1972 vom ORF Oberösterreich unter der Regie von Ferry Bauer mit Helmuth Wlasak produziert wurde. Ein besonderes Projekt sind die drei Bände „Schachteltexte“, eine neue Form der künstlerisch gestalteten Verbindung von Bild und Text.

## Werke
- Hoc est enim. Lyrik. München 1966
- Borders/Grenzen. Lyrik. New York 1977
- Abschiede. Fotogedichtband. Linz 1981
- Farbenlehre. Fotogedichtband. Klagenfurt 1987
- Bildersprache. Fotogedichtband. Klagenfurt 1988
- Herzschläge. Lyrik. Baden bei Wien 1989
- Lebenszeichen. Lyrik. Klagenfurt 1992
- Schnittpunkte. Lyrik. Eisenstadt 1999
- Lebensbilder. Erinnerungen. Grünbach 2003
- Steine im Licht. Lyrik. Gosau 2007
- Schriftstellerbegegnungen 1960–2010. Essays/Prosa. Klagenfurt 2010
- Lebenswege. Geschichten aus der Erinnerung. Grünbach 2011
- Sprachzeichen. Essays und Prosa. Gosau 2011
- Schattenzeit. Lyrik. Gosau 2013
- Positionen 1960–2012. Wien 2014, ISBN 978-3-85409-728-0
- Tagtraumnotizen. Wien 2016, ISBN 978-3-85409-678-8
- Schachteltexte 2007–2016. edition pen (Bd. 66) im Löcker Verlag, Wien 2017, ISBN 978-3-85409-856-0
- Schachteltexte II. Autographen und deren Transkription. Löcker Verlag, Wien, 2019, ISBN 978-3-85409-979-6
- Erinnerungsbilder. edition pen (Bd. 133) Löcker Verlag, Wien 2019, ISBN 978-3-85409-985-7
- Ausklang. Lyrik. Wien 2020, ISBN 978-3-99098-040-8
- Schachteltexte III. Autographen und deren Transkription. Wien 2021, ISBN 978-3-99098-041-5
- Aussichten. Gedichte 2020–2021. edition pen (Bd. 193) Löcker Verlag, Wien 2021, ISBN 978-3-99098-085-9
- Einschnitte. Lyrik. Wien, 2022, ISBN 978-3-99098-145-0
- Blian und Vablian. Dialektgedichte. Wien 2022, ISBN 978-3-9505341-1-5
- Haslach (Be)Denken. edition Tarantel, Wien 2023, ISBN 978-3-9504898-7-3
- Feuerzeichen / Вoгняні Знаки Gedichte 2022, deutsch-ukrainisch, Wien, 2023, ISBN 978-3-99098-185-6
- Lyrik – 1000 Ausgewählte Gedichte 1960–2023. Wien 2024

## Auszeichnungen
- 1987: Verleihung des Berufstitels Professor
- 2003: Österreichisches Ehrenkreuz für Wissenschaft und Kunst I. Klasse
- 2005: Kulturmedaille des Landes Oberösterreich[3]
- 2014: Goldenes Ehrenzeichen für Verdienste um das Bundesland Niederösterreich[4]
- 2014: Franz-Theodor-Csokor-Preis des Österreichischen P.E.N.-Clubs[5]
- 2015: Großes Ehrenzeichen für Verdienste um die Republik Österreich[6]
- 2020: Goldenes Verdienstzeichen des Landes Wien[7]

## Belege
1. ↑  Pianist Nikolaus Wiplinger verstorben. Artikel vom 13. Juni 2018, abgerufen am 15. Juni 2018.
2. ↑  OE1-Hörspieldatenbank (Das Haus, ORF-OÖ 1972)
3. ↑  Kulturmedaille1432005 Kulturmedaille des Landes an 10 verdiente Persönlichkeiten. (Memento vom 13. Dezember 2013 im Internet Archive) In: Landeskorrespondenz Nr. 143. 22. Juni 2005, Webpräsenz des Landes Oberösterreich
4. ↑  Bezirksblätter Goldenes Ehrenzeichen für Wiplinger 5. Jänner 2015, abgefragt am 26. Januar 2023
5. ↑  Peter Paul Wiplinger erhält Franz-Theodor-Csokor-Preis. In: Der Standard. 7. Juli 2014, abgerufen am 7. Juli 2014.
6. ↑  Martina Gahleitner: Großes Ehrenzeichen der Republik für Peter Paul Wiplinger. In: Tips. 30. Oktober 2015, abgefragt am 2. November 2015.
7. ↑  Pen Club Austria:  goldenes Verdienstzeichen des Landes Wien, abgefragt am 20. Oktober 2023

| Personendaten    | Personendaten                                |
| ---------------- | -------------------------------------------- |
| NAME             | Wiplinger, Peter Paul                        |
| KURZBESCHREIBUNG | österreichischer Schriftsteller und Fotograf |
| GEBURTSDATUM     | 25. Juni 1939                                |
| GEBURTSORT       | Haslach an der Mühl, Oberösterreich          |